# 戚景龙
戚景龙（1905年—1969年），曾用名戚凌云、戚复光，男，奉天蓋平县（今辽宁盖州市）人，中国政治人物，曾任第三、四届全国政协委员。